# Spaarne Ziekenhuis
Het Spaarne Ziekenhuis was een ziekenhuis-organisatie in de regio Zuid-Kennemerland in het zuidwesten van de Nederlandse provincie Noord-Holland, gevormd in 1989 door het samengaan van twee ziekenhuizen.
Het Spaarne Ziekenhuis werd op 1 januari 1989 gevormd door twee instellingen, die beide aan de rivier het Spaarne waren gevestigd:
- het (protestantse) Diaconessenhuis in Heemstede, dat oorspronkelijk in Haarlem begonnen was,
- de (katholieke) Mariastichting in Haarlem (dit gebouw is gesloten eind 2004 en gesloopt in 2006).

Het Spaarne Ziekenhuis heeft sinds 2005 (onder meer) de volgende locaties:
- Spaarne Ziekenhuis (Heemstede), het voormalige Diaconessenhuis; dit is inmiddels uitsluitend een dagziekenhuis,
- Spaarne Ziekenhuis (Hoofddorp), in 2004 geopend, sinds 2005 de hoofdvestiging, in Hoofddorp in Haarlemmermeer,
- een polikliniek in Hillegom.

Op 1 mei 2014 zijn het Spaarne Ziekenhuis en het Kennemer Gasthuis (in Haarlem) bestuurlijk gefuseerd. Op 22 maart 2015 zijn zij juridisch gefuseerd en vormen één organisatie: het "Spaarne Gasthuis". De beide ziekenhuisinstellingen werkten al samen in het Linnaeusinstituut.